# HRT 2
HRT 2  (HTV 2, „Drugi program“) je chorvatský bezplatný veřejnoprávní televizní kanál, který vlastní a provozuje Hrvatska Radiotelevizija (HRT). Jeho programová skladba se zaměřuje především na zábavu, vysílá však také zpravodajství a dokumenty. Nové vysílání „HRT2 No Latency“ bylo spuštěno 20. listopadu 2022, dostupné je pouze na streamovací službě HRTi, v návaznosti na zahájení Mistrovství světa ve fotbale 2022. Po skončení mistrovství byl provoz kanálu ukončen. HRT2 Low Latency vysílala stejné pořady jako HRT2, bez možnosti pozastavení a přetáčení.

## Programová skladba

### Zpravodajství
- Regionalni Dnevnik – zprávy z velkých chorvatských měst

### Chorvatské mýdlové opery
- Obični ljudi („Regular People“)

### Zábava
- VIP Music Club (hudební show)
- Odmori se, zaslužio si (chorvatský rodinný sitcom)
- Luda kuća (chorvatský sitcom)
- Volim nogomet (chorvatská fotbalová liga)
- Žuti marker (pořad kronikářského časopisu)
- Bitange i princeze (chorvatský sitcom)

### Zahraniční seriály
- Star Trek – Zvjezdane staze
- Star Trek: Nová generace – Zvjezdane staze: Slijedeća generacija
- Star Trek: Stanice Deep Space Nine – Zvjezdane staze: Deep Space Nine
- Star Trek: Vesmírná loď Voyager – Zvjezdane staze: Voyager
- Star Trek: Enterprise – Zvjezdane staze: Enterprise
- Battlestar Galactica – Galactica
- Hvězdná brána: Hluboký vesmír – Zvjezdana vrata: Svemir
- Pán času
- Dr. House
- Jmenuju se Earl – Zovem se Earl
- Ugly Betty – Ružna Betty
- Kriminálka Las Vegas
- 24 hodin
- Ally McBealová
- Přátelé – Prijatelji
- One Tree Hill – Tree Hill
- Anatomie lži – Laži mi
- Sladký život Zacka a Codyho – Lagodan život Zacka i Codyja
- Dear John – Dragi John
- Pastewka – Pastewka

### Dokumentární a talk-show
- Parlaonica – talk show pro teenagery
- Slikovnica – speciální show zahrnující staré záznamy z HRT
- Na rubu znanosti – vědecká talk show
- Briljanteen – teen/dětská talk show

### Komediální seriály
- Zakon („Law“)
- Bitange i princeze („Scoundrels and Princesses“)
- Odmori se zaslužio si („Relax, You Deserve It“)
- Naši i vaši („Ours and Yours“)

### Sport
- Evropská liga UEFA
- Evropská konferenční liga UEFA

## V minulosti na HRT2

### Zahraniční seriály
- Seks i grad – Sex ve městě
- Dosjei X – Akta X
- Stari Rim – Řím
- Simpsoni – Simpsonovi
- Zvjezdane staze – Star Trek
- Sunset beach – Sunset Beach
- Svijet slavnih – Celebridade
- Parovi – Coupling

### Telenovely
- Moć sudbine – La Fuerza del Destino
- Prkosna ljubav – Amor Bravío

### Zábava
- Volim nogomet
- Putna groznica (kvízová show)
- Vip Music Club LP (hitparáda)
- Hit depo (hitparáda)
- Pravo vrijeme (hitparáda)
- Kruške i jabuke (Ready Steady Cook)
- Garaža (živá koncertní show)
- Veliki odmor (školní pořad)

## Historie loga
| Roky                     | Popis                                                                     |
| ------------------------ | ------------------------------------------------------------------------- |
| 1972–červen 1990         | Žluté RTZ s malými popisky.                                               |
| červen 1990–leden 1994   | Silná žlutá „2“ a pod ní písmena HTV.                                     |
| leden 1994–březen 1995   | HRT s bílým fontem a stínem.                                              |
| březen 1995–říjen 1997   | Tučné hlavní logo HRT.                                                    |
| říjen 1997–4. října 2000 | Stylizována červeno-šedá „2“ ve čtverci.                                  |
| 5. říjen 2000–současnost | Současné logo HRT 1. V srpnu 2008 přibyla nová verze s vyšším rozlišením. |